# Eugenio Lucas Villaamil

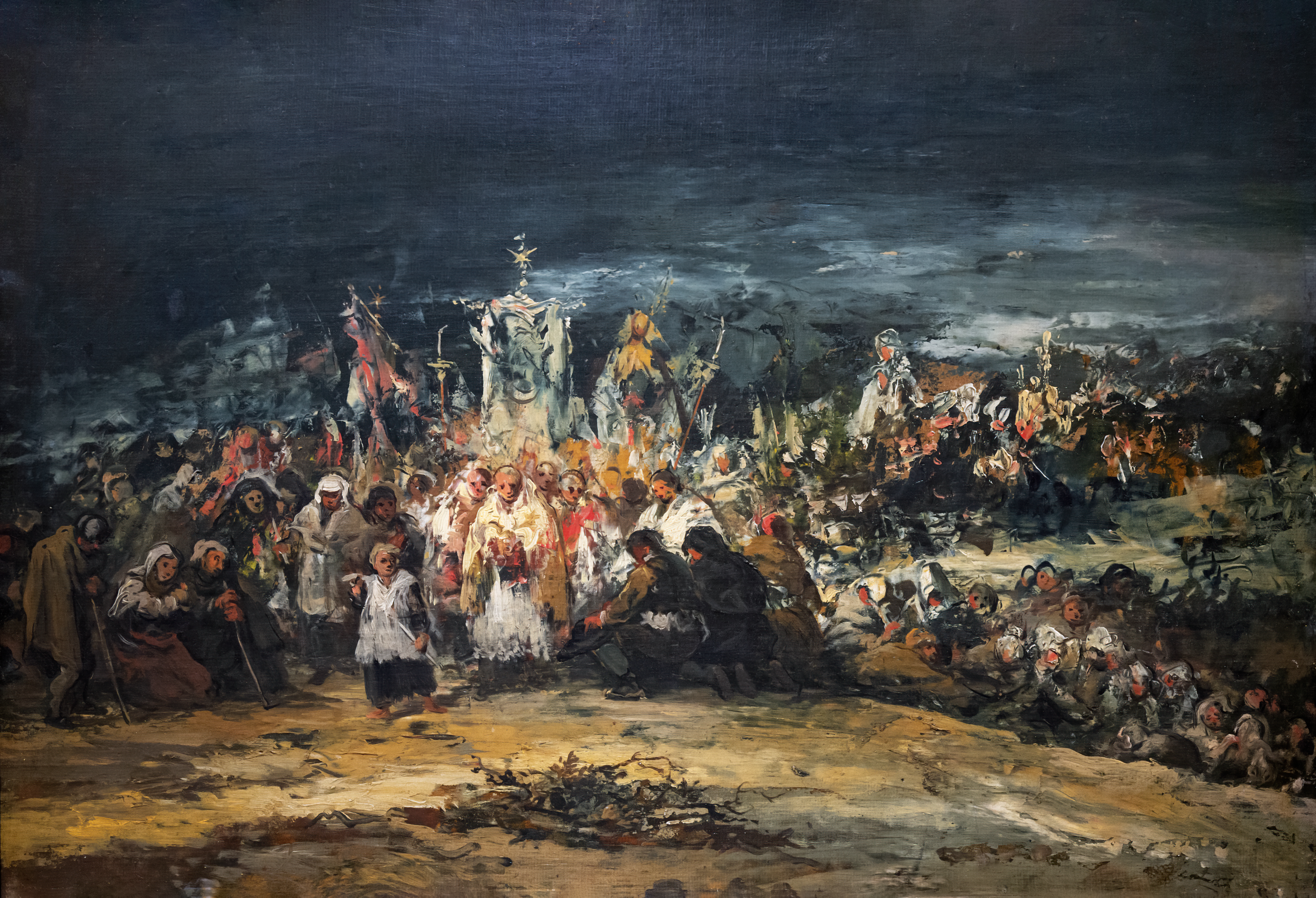
Procesiunea.

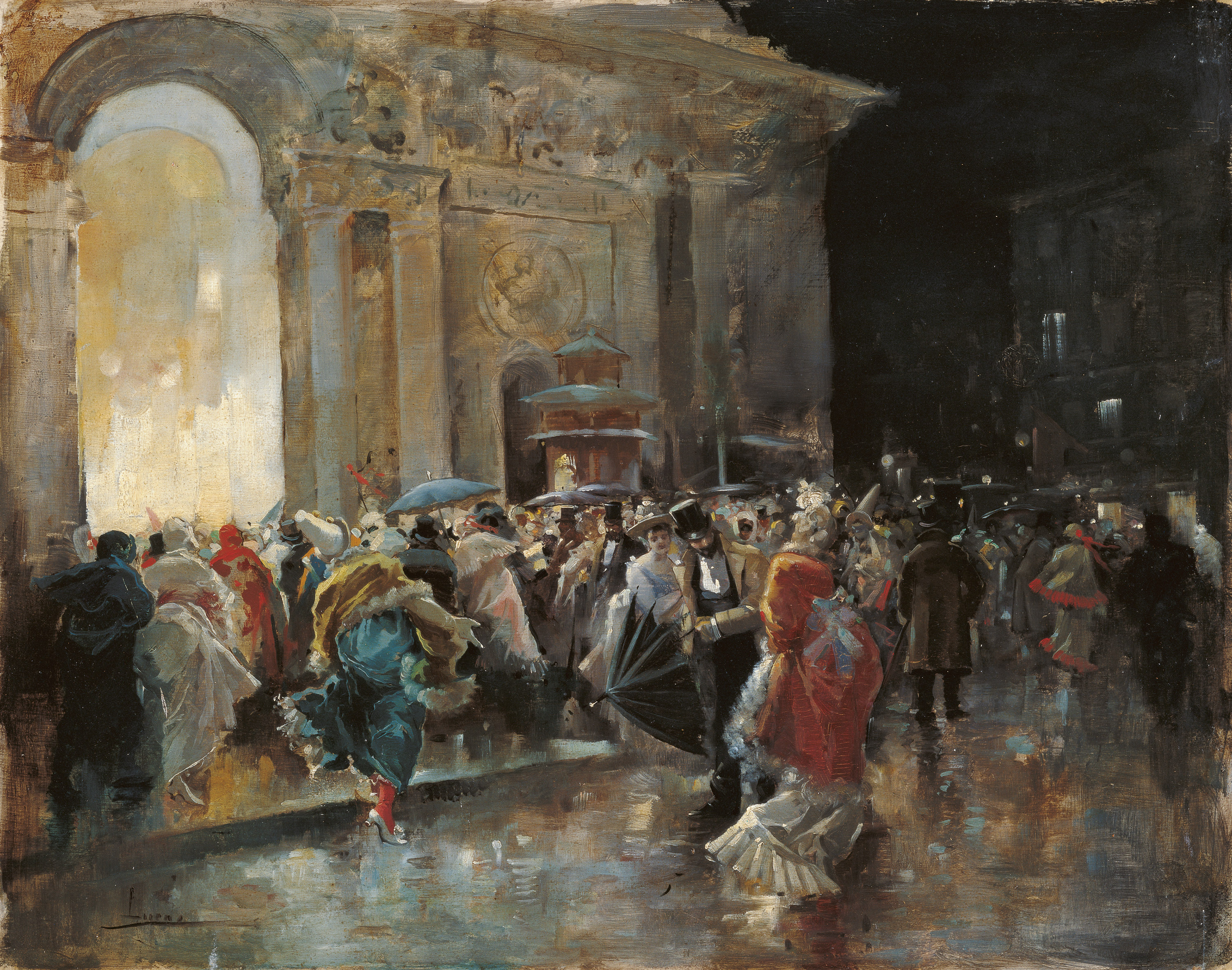
Sosirea la teatru pentru Balul Mascat

Eugenio Lucas Villaamil, numit uneori „cel Tânăr” (n. 14 ianuarie 1858, Madrid, Noua Castilie⁠(d), Spania – d. 23 ianuarie 1918, Madrid, Noua Castilie⁠(d), Spania) a fost un pictor spaniol costumbrist. Multe dintre lucrările sale au fost pictate în stilul lui Francisco de Goya; iar atribuirile picturilor sunt uneori confuze.

## Biografie
S-a născut la Madrid. Deși împrejurările în jurul identității și legitimității sale erau odată destul de incerte, acum este convenit că el era fiul legitim al pictorului, Eugenio Lucas Velázquez și al soției sale, Francisca, sora cea mai mică a lui Jenaro Pérez Villaamil. Primele sale lecții de artă au fost primite în atelierul tatălui său, iar studiile sale formale au fost date la „Escuela Especial de Pintura de Madrid”. A debutat la Expoziția Națională de Arte Plastice la scurt timp după absolvire.
Picturile sale au arătat întotdeauna influența tatălui său. S-a specializat în teme aragoneze; în special în scenele sale de luptă cu tauri, care erau adesea foarte ornamentate. Scenele tradiționale costumbriste din Madrid, cu majas și chisperos⁠(d) colorate, au fost, de asemenea, unul dintre punctele sale forte și au fost foarte populare. Multe dintre lucrările sale timpurii au fost tablouri din secolul al XVIII-lea.
A făcut copii ale multor picturi ale lui Goya, de la Museo del Prado și din colecția privată a lui José Lázaro Galdiano⁠(d). De asemenea, a pictat fresce în casa lui Galdiano, care acum este muzeu. În plus, a fost popular ca portretist în rândul burgheziei și, spre deosebire de lucrările sale costumbriste, a realizat și scene din înalta societate; adesea cu iz parizian.
În ciuda popularității sale și a primit Ordinul lui Carol al III-lea,  nu a ieșit niciodată din umbra tatălui său. De fapt, unele dintre lucrările sale au fost atribuite în mod eronat tatălui său și sunt încă în curs de a fi identificate corect. A murit la Madrid, la vârsta de 60 de ani.